# 春日部村
春日部村（かすかべむら）は、兵庫県氷上郡にあった村。現在の丹波市春日町中心部の北東一帯にあたる。

## 地理
- 山岳：城山、小富士山
- 河川：竹田川、黒井川

## 歴史
- 1889年（明治22年）4月1日 - 町村制の施行により、小多利村・野上野村・多田村・七日市村・池尾村および多利村の一部の区域をもって発足。
- 1955年（昭和30年）3月20日 - 黒井町・大路村・国領村・船城村と合併して春日町が発足。同日春日部村廃止。

## 交通

### 鉄道路線
旧村域を日本国有鉄道の福知山線が通過したが、駅は所在しなかった。

### 道路
- 国道175号

現在は旧村域に舞鶴若狭自動車道の春日インターチェンジの敷地の一部が所在するが、当時は未開通。

## 村長
- 畑七右衛門